# Hans-Erik Nordin
Hans-Erik Nordin (nascido em 1949, em Källfors, Ångermanland) é um teólogo e bispo-emérito da Igreja da Suécia. Foi bispo da diocese de Strängnäs em 2005-2015.

## Biografia
Hans-Erik Nordin foi criado na paróquia de Gideå, em Ångermanland. Formou-se em 1968 e recebeu seu primeiro serviço sacerdotal na Paróquia da Catedral de Linköping e na Igreja de Ansgar, onde foi padre entre 1976 e 1989. Durante os anos de 1989 a 1992, foi diretor da Escola Bíblica na Catedral de Linköping. No ano seguinte, atuou como professor diocesano substituto para educação na Diocese de Linköping. Em 1993, iniciou o curso básico da Igreja da Suécia na Vadstena Folkhögskola e permaneceu como padre da escola até 2000. Durante esse período, foi responsável, entre outras coisas, pela formação avançada de educadores paroquiais, lecionou na Universidade de Linköping e conduziu pesquisas. Defendeu sua tese em ética em 1999 na Universidade de Uppsala, com o título A Bíblia na Ética Cristã, sobre o papel da Bíblia e seu status normativo na formação da ética cristã contemporânea.
Entre 2000 e 2005, Hans-Erik Nordin trabalhou como professor diocesano de teologia na Diocese de Strängnäs.
Nordin assumiu a diocese de Strängnäs em 2005, e renunciou em agosto de 2015.

## Obras
- Förnyad horisont: en kritisk analys av relationen etik och bibeltolkning (licentiatavhandling Uppsala universitet 1996) ISBN 91-630-4851-5
- Bibeln i kristen etik: en analys av olika uppfattning om relationen mellan Bibeln och kristen etik (doktorsavhandling Uppsala universitet 1999) Acta Universitatis Upsaliensis ISBN 91-554-4407-5
- Vidgade perspektiv: om Bibelns roll i kristen etik Verbum, Stockholm 2004 ISBN 91-526-2965-1
- Hoppets tecken: herdabrev till församlingarna i Strängnäs stift Verbum, Stockholm 2008 ISBN 978-91-526-3201-7
- Mötas i ögonhöjd. Samtalet om tro och liv. Verbum, Stockholm 2017. ISBN 9789152636923
- Mötas längs vägen. Att låta tron utmanas av livet. Libris, Stockholm 2019. ISBN 9789173878012